# Tour Vengo del placard de otro/Vivo acá
Es la octava gira que realizó la banda de rock argentino Divididos. Fue hecha para promocionar sus álbumes Vengo del placard de otro y Vivo acá. Comenzó el 6 de septiembre de 2002 y terminó el 13 de marzo de 2010. Esta gira fue realizada por distintos puntos del país durante 8 años. Se destaca por sus presentaciones en Obras y su debut en el Teatro de Flores. Cabe destacar que en julio se grabó su segundo disco en vivo de nombre Vivo acá, cuyos tres shows tuvieron lugar en el Teatro Gran Rex, donde volvieron a tocar en diciembre tras tocar en varios puntos de la Argentina. También cabe destacar la participación de la banda en el Quilmes Rock en varias ocasiones. Esta gira se destacó por el sinfín de invitados que participaron en ella. Tras recorrer Argentina y otros países del mundo, la banda lanzó el disco Amapola del 66, disco que por ahora es el último de la banda.

## Lanzamiento del disco y gira

### 2002
El 6 de septiembre sale este disco, y se presenta en la inauguración del estadio Orfeo Superdomo. 21 días después, la banda vuelve a Obras los días 27 y 28 de septiembre para la presentación oficial del disco en Buenos Aires. En el recital del día 28/09/2002, la banda contó con la participación de los siguientes invitados: Tito Fargo en Pepe Lui y Debedé, el actual conductor Roberto Pettinato en Debedé, Andrea Prodan en Debedé, Alberto Troglio en Debedé, el Pollo Raffo y su cuarteto de cuerdas en Vengo del placard de otro, Brillo triste de un canchero y Puertas, el italiano nacionalizado argentino Gino Renni en Ué paisano, casi sobre el final del concierto, y por último Ricardo Vilca y su banda en Guanuqueando, tema que fue grabado en vivo el 12/08/2000 en un recital en el Cerro Pucará de Tilcara, en Jujuy. Luego de los dos conciertos en Obras, la banda vuelve nuevamente al Estadio Pacífico, como en el año 2000. El 11 de octubre tocan en Guatraché, La Pampa. El 12 de octubre, la banda se encontraba tocando en el estadio de Olimpo, pero debió ser suspendido el concierto por un corte de electricidad mientras tocaban el famoso Sumazo. El 18, la banda parte hacia la Provincia de Santa Fe, realizando así un recital en el Colegio La Salle. A comienzos de noviembre, precisamente el día 2, se produce el regreso de la banda a La Plata luego de un año y 7 meses. El recital se desarrolló en el Polideportivo de Gimnasia y Esgrima, donde habían tocado el 30/04/2001, un día después de la presentación de Los Piojos. Luego tocan en el Anfiteatro Municipal Humberto de Nito, de la ciudad de Rosario, precisamente 21 días después (23 de noviembre). Para despedir el año, la banda toca en Estados Unidos el 1º de diciembre y por último en Obras otra vez, precisamente el 21/12, a 15 años de la muerte de Luca Prodan. El recital se iba a realizar en realidad el día 20 de diciembre, pero al cumplirse un año de lo sucedido en 2001, fue postergado. Así, Divididos despidió el año.

### 2003
El 11 de enero, la banda empieza el año tocando en el Estadio Municipal de San Pedro, cerrando la segunda fecha del San Pedro Rock, junto con Pappo Napolitano. El 20 y 29 de enero tuvieron la oportunidad de participar en el Pall Mall Fest, desarrollado en el estadio Polideportivo Islas Malvinas. Tocaron junto a Luis Alberto Spinetta y La Chilinga, banda de murga que hasta hoy comanda Daniel Buira, exbaterista de Los Piojos y actual de Vicentico. El 27 tocan en el Autocine de Villa Gesell. Su última visita había sido 13 años antes, cuando en aquella ocasión se presentaron en el Lawn Tennis Club de esa ciudad. El 7 de febrero se presentan en el Festival Cosquín Rock junto a La 25, Intoxicados, El Otro Yo, Kapanga y Attaque 77. Las dos primeras bandas poseían influencias de The Rolling Stones, banda formada en Dartford en 1962. Justo ese mismo día se realizó el concierto de Rata Blanca en la Sala Caracol de Madrid, en el marco de su gira española. El 14 tocan en Demetriu Disco, discoteca sita en San Juan. Los días 6, 8 y 29 de marzo tocan en el estadio Ruca Che, en el estadio de Huracán de Comodoro Rivadavia y en el estadio Obras en un show al aire libre. En este concierto se montó el escenario sobre la cancha de rugby de ese club, como hacía un tiempo que no se daba. Antes de que salga Divididos a escena, los teloneros fueron Los Parraleños y Buda. Cabe destacar que no fueron bien recibidos por el público que esperaba a Divididos. Finalmente, la banda de Hurlingham salió a escena para dar un concierto arrollador. Contaron con la participación de tres integrantes de Los Piojos (Ciro Martínez, Tavo Kupinski y Micky Rodríguez), Ricardo Vilca y su banda y por último Javier Malosetti, hermano del recientemente fallecido Walter Malosetti. El 12/04/2003, Divididos encara la ruta hacia Chivilcoy, dando un show en el Club Colón. El 16 y 17 de abril tocan en Tres Arroyos y Tandil. Los respectivos recitales tuvieron lugar en el Club Costa Sud y en Independiente. El 30 de abril, la banda vuelve a Chile después de muchos años. El 10 de mayo, la banda vuelve a tocar en el Club Muñiz de San Miguel después de un buen tiempo. El día 16, la banda da un recital en el Club Belgrano de San Nicolás de los Arroyos, en Buenos Aires. El 13 y 14 de junio tocan en el Norte de la Argentina. Los recitales tuvieron lugar en Salta y Tucumán. Las sedes elegidas para estos dos shows fueron el Microestadio Delmi y el Estadio Villa Luján. El 4 y 5 de julio realizan dos conciertos en Córdoba: uno en La Vieja Usina y el otro en el Coloso de Río Cuarto. El 16, 17 y 18 de julio tocan durante tres noches seguidas en el Teatro Gran Rex. Allí se realiza la grabación de su segundo disco en vivo, que se titula Vivo acá y sale en el mes de diciembre. El disco fue grabado en formato electroacústico. Participaron del recital Juanchi Baleirón, los ex Redondos Tito Fargo y Semilla Bucciarelli, Mono Fontana, Fortunato Ramos y Pablo Rodríguez. Un mes después tocaron en el Microestadio de Lanús, donde lo habían hecho Los Redondos en 1992. El recital tuvo lugar el 23/08/2003, en el marco de la celebración de los 191 años del Éxodo Jujeño que tuvo lugar en 1812. El 25 de septiembre, un mes y dos días después de su show en Lanús, la banda realiza un recital en el Teatro Radio City de Mar del Plata, con el mismo repertorio y formato de los shows en el Gran Rex brindados en julio. El 12 de octubre cierran la tercera fecha de la primera edición del Festival Quilmes Rock, aquella que se realizó en el estadio de River. Participaron Dante Spinetta, Mimi Maura y Luis Alberto Spinetta, padre de Dante. La lista de temas fue armada a partir del voto electrónico de la gente a través de la página web de la banda. El recital en River contó con la participación de Alambre González, Fortunato Ramos y Luis Alberto Spinetta, quien volvió a subir al escenario de River para tocar con la banda el tema de Pescado Rabioso, Despiértate nena, que a la vez se incluyó en Vengo del placard de otro. El 18 tocan nuevamente en Córdoba, donde dieron un recital en el Club Ameghino, mientras que el 24/10/2003 hacen lo propio en el Anfiteatro Municipal Humberto de Nito. El 20 de noviembre llegan por primera vez al estadio de Godoy Cruz en Mendoza, donde luego tocaría La Renga el 27 de diciembre para la presentación de Detonador de sueños. El 22 y 23 de ese mismo mes logran hacer dos funciones a sala llena en el Teatro Sur de Temperley, mientras que el 28 y 29/11 tocan en Santa Fe y Arrecifes. El 5, 6 y 7 de diciembre regresan otra vez al Teatro Gran Rex, en donde realizan la presentación oficial del disco Vivo acá, grabado en las tres noches de julio en ese mismo escenario. La lista de temas fue idéntica a la de las noches del mes de julio, salvo por El 38, que se agregó a la lista del recital del domingo 7 de diciembre. El 20 de diciembre hacen lo propio en su regreso a San Miguel, tocando en la discoteca Nodo Disco. Ese día Los Piojos tocaban en el estadio de River para presentar su anteúltimo disco de estudio, titulado Máquina de sangre.

### 2004
Abren el año 2004 haciendo un show el 23 de enero en Pueblo Límite de Villa Gesell, y el 25 y 26 de ese mes tocan en Mar del Plata y en Necochea. El 21 de febrero vuelven después de un tiempo al Teatro Colegiales, que como dijimos antes, lleva el nombre de Vórterix. El 28 de febrero tocan en el Parque General san Martín de Bragado, y el 6 y 14 de marzo  tocan en Colegiales y Misiones respectivamente. El 3 de abril vuelven a tocar otra vez en El Teatro, siendo este el último show con Jorge "El Mago" Araujo en la batería. Después del concierto, el Mago se retira de la banda y en su reemplazo entra Catriel Ciavarella, quien había subido al escenario de New Order en el '94. Realizaron 5 shows los días 16, 22, 23, 29 y 30 de abril. Tuvieron lugar en Córdoba, Santa Fe, Rafaela y Rosario, y formaron parte de la gira de despedida de Jorge Araujo. El anuncio fue realizado en la radio Cuál Es. El 5 de junio se produce el debut oficial de Catriel Ciavarella en la batería. El recital tuvo lugar en El Teatro. Luego vuelven el 19 y 20 de junio. En esta última fecha, la banda realiza una prueba de sonido a beneficio, y la entrada al recital se adquiría donando un alimento no perecedero. El 25 de junio se realiza un breve show en el Auditorio FM La Tribu, en conmemoración de los 15 años de esa radio. El 9 y 27 de julio tocan en Mar del Plata y Bariloche. El 6 y 7 de agosto tocan nuevamente en El Teatro, y los teloneros habían sido los de Buda, banda del ex Sumo y Las Pelotas Alberto "Superman" Troglio. La lista de la primera fecha cerró con Fuck You. El 15 de agosto se produce el regreso de la banda a la República Oriental del Uruguay, dando un recital en la Estación General Artigas de Montevideo, que lleva el nombre de un conocido general uruguayo. Estamos hablando de José Gervasio Artigas. El 4 y 5 de septiembre, y luego de haber cruzado el charco, la banda regresa a la Argentina para tocar en el IX Motoencuentro de Diamante y luego participar de la edición santafesina del Quilmes Rock, que tuvo lugar en el estadio Universidad Tecnológica. El 11 de ese mes, la banda toca otra vez en el Teatro Colegiales. El 25 de septiembre participan del Villa María Rock, que tuvo lugar en el Anfiteatro. Allí también tocaron Charly García, Luis Alberto Spinetta, Rata Blanca y Vicentico. El 1 de octubre tocan en Santiago del Estero, y el 2 de octubre, la banda vuelve a tocar en el estadio de Central Córdoba de Tucumán. El 15, la banda se decide a tocar en el estadio de Ferro para participar de la segunda edición del Quilmes Rock. Allí cerraron la séptima fecha del festival. También participaron Ely Guerra, Los Piojos, Rata Blanca, Sordos Rock, No Tengo, Bersuit, Las Pelotas y otras bandas y solistas más. El día 23 tocan nuevamente en Rosario, haciendo lo propio en el Anfiteatro Municipal Humberto de Nito, donde habían tocado el año anterior. El 19/11/2004  tocan en La Vieja Usina, donde participaron Carlos "La Mona" Jiménez en Sobrio a las piñas y Bam Bam Miranda en Qué tal. En diciembre tocan en Trenque Lauquen, dando un recital en el Club Social y Deportivo Barrio Alegre, y finalmente, para despedir el año, vuelven al estadio Obras el 18 de diciembre. Contaron con la participación de quien fue guitarrista de Los Piojos, Gustavo Kupinski, DJ Raffa y Fortunato Ramos. En ese año salen dos compilados: Canciones de cuna al palo y Vianda de ayer.

### 2005
En 2005 abren otro año tocando el 19, 22 y 24 de enero en San Luis, Necochea y Mar de Ajó. El 25 de enero tenían previsto realizar un show en el pub KU de Mar del Plata, pero luego fue suspendido por los incidentes registrados en la República Cromañón mientras estaba tocando Callejeros, y a pesar de eso, no hubo reprogramación. El 4 de febrero cierran la tercera noche del Cosquín Rock junto a Cabezones, Carajo, Molotov y Catupecu Machu. 20 días después tocan en el Predio de la Manzana en Río Negro, donde se realiza la Fiesta de la Manzana. El 23 de marzo, y después de un muy buen tiempo, la banda regresa a Jujuy para dar un concierto en el estadio Federación. 9 días después participaron en el Tucumán Rock 2005, que tuvo lugar en el estadio de Central Córdoba. Luego participaron de la Fiesta del Ternero, que tuvo lugar el 08/04/2005 en el estadio Municipal José A. Barbieri, de Ayacucho. El 7 de mayo tocan en el estadio Ruca Che, y 7 días después realizan un recital en La Trastienda, que se denominó "acusticón". Lo curioso es que se realizaron dos funciones ese mismo día. El 24 de mayo vuelven a tocar en el Estadio Pacífico. La última vez había sido en octubre de 2002, cuando realizaban la gira de presentación de Vengo del placard de otro. El 3 y 4 de junio tocan dos veces en Córdoba, y el 6 y 7 de julio realizan dos acusticones en el Teatro Gran Rex. El 15 y 16 de ese mes vuelven al estadio Obras y luego dan tres shows consecutivos en el Teatro Broadway de Rosario, aquellos que tuvieron lugar el 27, 28 y 29/07. El 5 de agosto regresan otra vez a Uruguay, cuyo recital tuvo lugar en el Teatro Plaza de Montevideo. El 9 y 10 de agosto realizan dos conciertos en La Trastienda, nuevamente de vuelta en Argentina. En octubre tocan en el Polideportivo Malal-Hue, situado en Malargüe. 13 días después participan de la primera edición del Pepsi Music, que se realizó en el estadio Obras al aire libre. Contaron con la participación especial de Alejandro Sokol en Ala delta y Fortunato Ramos en Mañana en el Abasto. El 29 participan de una nueva edición del Quilmes Rock de Santa Fe, realizada esta vez en el estadio de Unión. El 4 de noviembre se dan el lujo de tocar en La Trastienda de Pilar, y el 14 y 15 de noviembre vuelven a La Trastienda de San Telmo. El 19 de noviembre, la banda vuelve a tocar otra vez en el Anfiteatro Humberto de Nito. El 7 de diciembre, la banda participa en un recital para la radio Cuál Es, realizado en el estadio Obras, horas antes de que suba Pier al escenario. Tocaron junto con Los Piojos, un tema cada uno. Ya en el final del recital, las dos bandas tocaron juntas el tema de quien fuera telonero de The Rolling Stones y AC/DC en sus actuaciones en el estadio de River en 1995 y 1996 respectivamente. Estamos hablando de Norberto "Pappo" Napolitano, y el tema que tocaron las dos bandas juntas es El viejo. Luego del multitudinario concierto en Obras, la banda encara la ruta hacia Neuquén, para dar un recital en el estadio Municipal de Junín de los Andes, con fecha del 9 de diciembre, es decir dos días después de aquel concierto. Para despedir el año, la banda toca el 11, 17, 22 y 23 de diciembre en Plaza Huincul, Campana y ya sobre el final del año en el estadio Obras. Estas dos últimas fechas coincidieron con los shows de Los Piojos en el estadio de Boca.

### 2006
El 20 de enero de 2006, la banda comienza un nuevo año tocando en el Club Hípico. El recital fue auspiciado por DirecTV. El 21 de enero tenían previsto realizar un concierto en el Balneario El Cóndor, pero recibieron la noticia de la cancelación del recital, porque los vecinos juntaron firmas alegando que se producirían ruidos molestos. Todavía faltaba un mes para el tercer regreso de The Rolling Stones al estadio de River. 4 días después de lo sucedido, tocaron en el Complejo Polideportivo Municipal de Rivadavia, en Mendoza. El día 28 cerraron la séptima fecha del III Epecuén Rock Festival, que tuvo lugar en el Balneario La Isla. Al día siguiente se realizó un breve show sorpresa en un bar roquero marplatense llamado Mula Plateada. La banda tocó luego de Científicos del Palo, quienes son oriundos de esa ciudad. El 30 de enero tocaron en Playa Tamarindo, parador de la Rock & Pop Beach. El 4 de febrero se realiza un recital en el Camping Acampar de Amaicha del Valle, con entrada libre y gratuita. El 24 y 25 de febrero hacen dos acusticones en La Trastienda. En el recital del viernes tocaron Rock de la mujer perdida y Little Wing en lugar de Nextweek y Ala delta, y apareció Roberto Pettinato como único invitado. El 11 de marzo participaron de la tercera edición del Beer Festival, que se desarrolló en Costa Salguero. El 19 de marzo se presentaron en la XI Expoferia de la ciudad de Plottier, en Neuquén. El 8 de abril se realiza un festival a beneficio del Hospital Ángel Marzetti, que tuvo lugar en el estadio Jorge Arín, propiedad del Club Cañuelas. 15 días después, la banda participa en la inauguración de un local de Pilar, que lleva el nombre de un conocido científico inglés, de nombre Charles Darwin. Ese mismo año sale Obras cumbres, un disco que recopila temas de toda la trayectoria de la banda. El 25 y 26 de abril realizan otros dos shows en La Trastienda, contando con la participación de Fernando Ruiz Díaz y los hermanos Franco. El 28 de abril participaron del Festival Andes Vivo, desarrollado en el estadio de Godoy Cruz, junto a Las Pelotas y La Mancha de Rolando. Se produjo un breve regreso de Sumo al final del set de Las Pelotas, para tocar 4 temas de la mítica banda. La formación era la siguiente: Ricardo Mollo (guitarra y voz), German Daffunchio (guitarra, voz y coros), Diego Arnedo (bajo), Alejandro Sokol (voz y batería en cuatro temas), Gustavo Jove (batería en El ojo blindado y Mejor no hablar de ciertas cosas), Catriel Ciavarella (batería en Fuck you) y Sebastián Schachtel. Ricardo Mollo subió al escenario para tocar Nunca me des la espalda, mientras que Alejandro Sokol hizo lo propio interpretando Ala delta durante el set de Divididos. El 4 de mayo participaron en un festival a beneficio junto a Los Auténticos Decadentes y Gran Martell, banda en la que toca el Mago Jorge Araujo. 20 días después tocaron en GAP.. El 4 de junio parten hacia La Rioja para dar un recital en el Complejo Fénix. Una semana después parten hacia Chile, para realizar así un concierto en el Teatro Teletón. En el recital se cumplieron 18 años desde el comienzo de la banda. El día 16 vuelven a la Argentina para dar un concierto en La Vieja Usina de Córdoba. El 4 y 5 de julio hacen un doblete en La Trastienda. Al mes siguiente, y después de 6 años de espera, la banda anuncia su regreso al estadio Luna Park para dar dos shows los días 10 y 11 de agosto. Este regreso se dio después de la visita de los días 28 y 29 de abril y 25 y 26 de agosto de 2000 en la presentación de Narigón del siglo. En los recitales del regreso al estadio participaron Roberto Pettinato y Alberto "Superman" Troglio. El 16 de septiembre se presentan en el Jockey Club de Asunción, en Paraguay, en donde participan junto a 2 Minutos, Intoxicados y la banda local La Secreta. El 28 y 29 de septiembre vuelven a la Argentina para hacer otros dos shows en La Trastienda. La primera fecha coincidió con el concierto de Rata Blanca en Obras, cuando ellos se encontraban presentando La llave de la puerta secreta. En el recital del día 29 contaron nuevamente con los hermanos Franco, en guitarra y batería respectivamente. El 2 de octubre, la banda vuelve al estadio Obras después de un par de meses sin tocar en ese recinto. Participaron de la segunda edición del Pepsi Music, con bandas y solistas de la talla de Los Cafres, Los Natas, Expulsados, Gustavo Cerati, Carina Alfie, la mencionada banda de rock argentino Rata Blanca, entre otras más. Contaron con la participación de Jorge Araujo, con quien tocaron Zombie. 18 días después tocaron en el estadio Juniors, cerrando una nueva edición del Quilmes Rock con sede en Córdoba. 7 días después hacen lo mismo en la edición rosarina del festival. El 28 de octubre tocan en el Club Echagüe de Paraná. El 3 y 4 de noviembre hacen dos shows en el Auditorio Sur de Temperley, donde había tocado Rata Blanca en el mes de mayo en la gira de La llave de la puerta secreta. El 7, 8 y 9 de noviembre hacen tres shows en La Trastienda. La lista del domingo 9 cerró con un tema del segundo disco, El 38. El 24 de noviembre tocaron en el estadio de Villa Luján. Varias bandas soportes tenían previsto abrir el concierto, pero por problemas de sonido, se cancelaron los recitales y el show de Divididos se retrasó. El día 25 se realiza un recital en el estadio Delmi. El 2 de diciembre se produce el regreso a La Plata después de un buen tiempo. El recital tuvo lugar en el Estadio Atenas, donde tocó Rata Blanca en 1991 y 2005 y Los Redondos en 1988 y 1990. El día 11 participan de la fiesta de fin de año de la empresa de telefonía Movistar. El recital tuvo lugar en el Centro Costa Salguero, y fue exclusivo para los empleados de ésta. El 19, 20, 21, 22 y 23 de diciembre realizan otros 5 shows en La Trastienda, y el 28 hacen lo propio en el estadio de Sportivo Club de Laboulaye, despidiendo el año. En tan sólo un año, la banda ha hecho 16 recitales en La Trastienda, rompiendo el récord del año '93 cuando llenaron 13 veces Obras.

### 2007
Comenzaron otro año de vida tocando el día 14 de enero en la disco GAP de Mar del Plata, y el 19 finalmente se presentan en el Balneario El Cóndor, donde originalmente iban a tocar el 21/01/2006 pero se había suspendido. Al día siguiente participan del IV Epecuén Rock Festival, que tuvo lugar en Carhué. El 8 de febrero tocaron en el balneario de la Rock & Pop Beach. El comienzo del recital fue una prueba de sonido exclusiva para el público, con una zapada y Sucio y desprolijo, tema que Divididos grabó en el disco doble de Pappo, de nombre Pappo y Amigos. Marca el regreso temporal de Jorge Araujo a la banda. El 12 de febrero la banda participa en el 40° Festival Nacional de Peñas junto con Javier Calamaro, Los Tipitos y León Gieco. Aparece como invitado Roberto Pettinato. El 14 de febrero se presentan en el Parque Quirós de Entre Ríos, en el marco de la Fiesta Nacional de la Artesanía. Tocaron junto a la banda uruguaya Milicia. El 17 se presentaron en la Plaza Principal de El Calafate, cerca de la zona del Perito Moreno. Allí se realizó la Fiesta del Lago. Tocaron junto a Babasónicos y los Súper Ratones. El 12 de abril, la banda vuelve al estadio de River tras 4 años de ausencia. Allí abrieron la tercera edición del Quilmes Rock junto con Las Pelotas, Catupecu Machu, Attaque 77 y Bad Religion. Tras el final del recital, se subieron al escenario de River los músicos de Las Pelotas y otros dos músicos más. Allí se produjo el regreso de Sumo tras casi 20 años desde la última vez que tocaron los 5 juntos (principios de 1988 en el Festival de La Falda), obviamente ya sin Luca. Los temas que tocaron fueron fueron Crua chan, Divididos por la felicidad y Debedé. Contaron también con la participación especial de Gillespi. Luego del multitudinario show en River, la banda participa de la edición chilena del Vive Latino 2007, con fecha del 15 de abril en el Club Hípico. Allí participaron Catupecu Machu, Vicentico, Attaque 77, Keane y Rata Blanca, entre otros. El 20 y 21 de abril tocan en Chaco y Corrientes. Los recitales se realizaron en la filial de Vélez Sarsfield (en la ciudad de Tres Isletas) y en el Anfiteatro Mario del Tránsito Cocomarolla. El 28 de abril tocaron en el Anfiteatro Humberto de Nito. Ese día tocaba La Renga en Santa Fe. Este recital se había programado originalmente para marzo, pero se suspendió por la lesión que presentó Catriel Ciavarella jugando a la pelota. El 5 de mayo tocaron en el estadio Ruca Che. El día 7 hacen de la partida en el Gimnasio Bomberos Voluntarios de Bariloche. En junio regresan a Buenos Aires para hacer dos shows en el Auditorio Sur de Temperley los días 1 y 2 de junio. Los días 5 y 6 tocan nuevamente en La Trastienda, haciendo los conciertos reprogramados de febrero y marzo. El 8 y 9 de junio tocaron en The Roxy. El 15 y 16 de junio tocan por primera vez Teatro de Flores, una semana después de haberse cumplido 19 años desde que la banda liderada por Ricardo Mollo comenzó su trayectoria. En el segundo recital, el único invitado fue el líder de Las Pelotas, Alejandro Sokol. Con él tocaron Ala delta y Nextweek. El 4 de agosto se dan el gusto de regresar a la Provincia de Misiones, para dar un concierto en el Complejo Explo Yerba. Se presentaron en el Festival Música Para Todos, ante un total de 5.000 personas. El 8 de septiembre, Divididos regresa después de un año y medio a Uruguay, tocando en el Teatro de Verano. Tocaron junto a la banda local La Triple Nelson. Cabe destacar que para la versión de El ojo blindado, un fan del público se subió al escenario para acompañar a Diego Arnedo en el bajo. El afortunado se llama Paul Faget. El 15 de septiembre regresan a la Argentina para tocar en La Vieja Usina, en Córdoba. El día 28 regresan nuevamente a Misiones, dando así un concierto en Eldorado. El 2 de octubre, la banda vuelve a cerrar otra vez el Pepsi Music, pero esta vez en el Club Ciudad de Buenos Aires. Participaron también Kapanga y Los 7 Delfines, entre otras bandas más. El 6 de octubre vuelven nuevamente a Rosario para tocar en una nueva edición rosarina del Quilmes Rock. El 8 de octubre la banda vuelve al estadio Obras para participar del Festival del Estudiante Solidario, en homenaje a unos chicos de la escuela ECOS que fallecieron el año anterior, cuando el micro que los transportaba sufrió un accidente, al cumplirse un año de ese triste suceso. Además de Divididos, también subieron al escenario de Obras Luis Alberto Spinetta, León Gieco, Los Auténticos Decadentes, Árbol, Roberto Pettinato y otros más. Luego de ese multitudinario festival, la banda da un concierto  en el ND Ateneo el día 22 de octubre, en un acto que conmemora los 30 años de las Madres de Plaza de Mayo. El 9 de noviembre vuelven a Mar del Plata, y el 10 se produce el nuevo regreso a La Plata, dando un multitudinario concierto en el estadio Atenas. 6 días después, la banda ofrece un recital arrollador en Temperley. El 24 de ese mes se presentaron en un local bailable neuquino, de nombre KMK Night Lab. En diciembre, la banda vuelve otra vez a La Trastienda, haciendo dos shows el 3 y 4 de diciembre. Allí estrenaron temas nuevos que en 2010 integrarían el nuevo disco que estaban gestando. El 8 de diciembre vuelven nuevamente al Teatro Teletón en Santiago de Chile. El 14 y 15 de diciembre tocan en el Teatro de Colegiales, y finalmente, para terminar el año, tocan el 21 y 22 de diciembre en el Teatro de Flores.

### 2008
Comienzan un nuevo año de vida, dando un recital el 21/01/2008 en la Plaza Próspero Molina, donde habitualmente se desarrolla el Cosquín Rock. Allí contaron con diversos invitados. El 26 vuelven nuevamente a Chile, esta vez en el Parque Ecuador de Concepción. El día 6 de febrero tocan en la Rock & Pop Beach nuevamente, después de un tiempo. El día 14 el power trío se presentó en la 37° Fiesta de la Manzana', en donde además de Divididos, participaron Árbol, Kapanga y la banda mexicana Kinky. El 19 de febrero, la banda realiza su primer recital en Capital Federal, y tuvo lugar en La Trastienda. El día 23 se presentan en La Trastienda Summer Club de Tigre. El 1 de marzo regresan al Teatro de Flores, en donde después de 6 años sin novedades, estrenaron un tema nuevo titulado Muerto a laburar, que dos años después saldría en su disco Amapola del '66. Dos semanas después, la banda toca en el Pepsi Music On Tour, desarrollado en el Parque Sarmiento de Córdoba, a 8 años del lanzamiento del disco Narigón del siglo, el sexto en su carrera. El 6 de abril se presentan otra vez en el estadio de River, donde participaron de la cuarta edición del popular festival Quilmes Rock. Allí compartieron escenario con Catupecu Machu, Black Rebel Motorcycle Club, Massacre, Estelares y The Pinker Tones. Allí participaron invitados como Walas, Fernando Ruiz Díaz, los músicos de Ricardo Vilca, los hermanos Carabajal y Alambre González. Luego del regreso a River, el 10 y 11 de junio realizan un doblete en el Teatro de Flores, como motivo del festejo de los 20 años desde el comienzo de la banda. En el recital, y después de 18 años, se produce el regreso de Gustavo Collado a la batería. Con él tocaron tres temas de su primer disco. También participaron Gillespi, Alambre González y Alejandro Sokol. El 8 de agosto, la banda realiza por primera vez un recital en un estudio de grabación. El concierto sirvió para inaugurar el Estudio Norberto "Pappo" Napolitano, desde donde se emite el programa Cuál Es?. Allí estrenaron un tema nuevo, titulado Hombre en U. El 28 y 29 de agosto realizaron otros dos shows en el Teatro de Flores, en el mismo lugar donde festejaron sus 20 años de trayectoria. El día 29 agregaron a la lista los temas Tanto anteojo y Nextweek, pero no tocaron Alma de budín. El 8 de octubre volvieron al estadio Obras para participar del segundo aniversario del accidente que padecieron los chicos de la escuela ECOS. Tocaron junto a Luis Alberto Spinetta, Javier Malosetti, Los Tipitos, Los Auténticos Decadentes y muchos más. El 11 de octubre, luego de ese festival multitudinario en Obras, la banda regresa otra vez a Rosario, en un recital que tuvo lugar en el Anfiteatro Humberto de Nito. El 31 de octubre vuelven otra vez a Córdoba, tocando en La Vieja Usina. El 1 y 2 de diciembre realizan dos conciertos en Uruguay, y tuvieron lugar en la filial uruguaya de La Trastienda Club. El 7 de diciembre participaron en el General Rock Festival junto a Karamelo Santo y Las Pastillas del Abuelo. El festival tuvo lugar en el Teatro Griego de Mendoza. El concierto de Divididos comenzó con Debedé, pero tuvo que ser suspendido por una terrible lluvia que azotaba la zona. El 12 de diciembre vuelven a Neuquén para ofrecer un concierto en la discoteca Bloke. Finalmente, y para despedir el año, tocaron el 18 y 19/12/2008 en el Teatro de Flores, el primero en coincidencia con Los Piojos en el estadio Luna Park.

### 2009
Comienzan otro año de vida tocando el 11 de enero en Hoyo de Epuyén, en el marco de la Fiesta de la Fruta Fina. El 27 se presentan nuevamente en GAP. El 31 de enero, la banda vuelve otra vez a Chile, pero esta vez tocan en el Muelle Barón de Valparaíso. El 8 de febrero regresan a la Argentina para brindar un show en el Teatro Griego Frank Romero Day de Mendoza, en el marco de una nueva edición de la Fiesta Nacional de la Vendimia. El 27 de febrero, la banda se presenta en el Parque Provincial Costanera Río V en el marco de la Fiesta Madre de los Pueblos. Tocaron junto al Trío Laurel. El 22 y 23 de marzo hacen dos shows en La Trastienda, mientras que el 4 de abril se produce su regreso al estadio de River para participar de la quinta edición del Quilmes Rock, donde compartieron escenario con Fidel Nadal, Los Cafres, Kapanga y Los Piojos. En el recital estrenaron el tema Todos fuimos, dedicado a los fallecidos el 8 de octubre de 2006 en un accidente automovilístico. Durante la interpretación de Paisano de Hurlingham, Ricardo Mollo paró el concierto porque un inadaptado encendió una bengala. Luego del concierto en River, la banda toca en La Trastienda el 31 de mayo, a un día del último recital de Los Piojos en el escenario de Núñez. Se agregó una nueva función para el 1 de junio. El 5 y 6 de junio vuelven otra vez al Teatro de Flores. Ese mismo año se edita 40 obras fundamentales ¿qué ves?. El 13 de junio, la banda regresa a Tucumán, pero esta vez con un cambio de lugar. El recital tuvo lugar en el Club Floresta, en donde La Renga hizo lo propio en el año '99 y en el 2000. El 29 y 30 de junio vuelven a tocar otra vez en La Trastienda. En ese mismo año se cumplieron 20 años desde que salió su primer disco. Vuelven a tocar en el Teatro de Flores el 1 y 2 de agosto. En la segunda fecha, la banda cerró con su ya conocido Sumazo en lugar de Sucio y desprolijo y Basta fuerte. El 8 de agosto vuelven a tocar, como ya es costumbre, en el Auditorio Sur. El 12 y 13 de agosto hacen otros dos shows en La Trastienda Club. Allí estrenaron varios temas de su futuro disco. Dos días después vuelven nuevamente al Auditorio Sur de Temperley. Luego hacen dos shows más el 4 y 5 de septiembre en Flores, precisamente en El Teatro. El 17 de septiembre vuelven nuevamente a La Trastienda, esta vez para participar de la segunda edición del Nuevos Aires Folk Festival 2009. El 24, 26, 28 y 29 de septiembre se produce su regreso a España después de 7 años. Esos recitales tuvieron lugar en Mallorca, Málaga, Madrid y Barcelona. No tocaban en España desde el 28/06/2002. El 8 de octubre participaron del tercer aniversario de la tragedia de ECOS, de regreso en Argentina. El recital tuvo lugar en el Microestadio Malvinas Argentinas, propiedad de la Asociación Atlética Argentinos Juniors. Participaron también Cielo Razzo, León Gieco, Luis Alberto Spinetta y Los Auténticos Decadentes. El 11 de octubre participaron del Comodoro Rock '09, que se desarrolló en el Estadio Municipal de Comodoro Rivadavia. El 24 participaron de una nueva edición rosarina del Quilmes Rock, junto con Kapanga y Catupecu Machu. El 2 de noviembre tocaron en los estudios ION, en donde La Renga hizo lo propio en el '96 para grabar el tercer disco de estudio, titulado Despedazado por mil partes. Este fue producido por el mismo Ricardo Mollo y presentado el 13, 14, 20 y 21 de diciembre de 1996 en cuatro funciones a lleno total en el estadio Obras. El 7 de noviembre participaron de una nueva edición del Pepsi Music, que tuvo lugar en el Club Ciudad de Buenos Aires, en donde iban a tocar originalmente Los Piojos el 14/05/2009 antes de su separación definitiva. Participaron Los Ratones Paranoicos, Living Colour, Cielo Razzo y la banda uruguaya La Vela Puerca, además de Divididos. Contaron con los hermanos Carabajal y los músicos de don Ricardo Vilca. El 13, 14 y 21 de noviembre tocaron en Mar del Plata, La Plata y Bahía Blanca. Finalmente tocaron el 17, 18 y 19 de diciembre nuevamente en el Teatro de Flores, despidiendo el año.

### 2010
Se presentan el 8 y 9 de enero en Santiago de Chile y Viña del Mar. Esos dos shows se realizaron en el marco del festival Crush Power Music. Estuvieron acompañados por Chancho en Piedra, Calle 13, Ximena Sariñana y Smitten. El 12 de enero hacen la primera presentación del año en Argentina. Tuvo lugar en Mar del Plata, precisamente en el parador de la Rock & Pop. El 15 y 16 de enero vuelven nuevamente al Teatro de Flores. El 11 de febrero la banda participa del Festival de Folklore "Encuentro en la memoria de los pueblos", desarrollado en Gramilla, Santiago del Estero. Participaron Peteco Carabajal, Juan Saavedra y Elpidio Herrera. El 14 de febrero tocaron en el Parque Roca en el ciclo Cultura Para Respirar, organizado por el Gobierno de la Ciudad de Buenos Aires. Las bandas con las cuales tocaron fueron Gran Martell y Científicos del Palo. El 5 de marzo regresan a Uruguay para tocar en el Punta Rock, que tuvo lugar en Maldonado. El 13 de marzo tocan en Sunchales. 

## Conciertos
| Fecha                    | Ciudad                     | País           | Recinto                                    |
| ------------------------ | -------------------------- | -------------- | ------------------------------------------ |
| América del Sur          |                            |                |                                            |
| 6 de septiembre de 2002  | Córdoba                    | Argentina      | Orfeo Superdomo                            |
| 27 de septiembre de 2002 | Buenos Aires               | Argentina      | Estadio Obras Sanitarias                   |
| 28 de septiembre de 2002 | Buenos Aires               | Argentina      | Estadio Obras Sanitarias                   |
| 5 de octubre de 2002     | Mendoza                    | Argentina      | Estadio Pacífico                           |
| 12 de octubre de 2002    | Bahía Blanca               | Argentina      | Estadio Roberto Natalio Carminatti         |
| 18 de octubre de 2002    | Santa Fe                   | Argentina      | Colegio La Salle                           |
| 2 de noviembre de 2002   | La Plata                   | Argentina      | Polideportivo Gimnasia y Esgrima           |
| 23 de noviembre de 2002  | Rosario                    | Argentina      | Anfiteatro Municipal Humberto de Nito      |
| América del Norte        |                            |                |                                            |
| 1 de diciembre de 2002   | Miami                      | Estados Unidos | Billboard Live                             |
| América del Sur          |                            |                |                                            |
| 21 de diciembre de 2002  | Buenos Aires               | Argentina      | Estadio Obras Sanitarias                   |
| 11 de enero de 2003      | San Pedro                  | Argentina      | Estadio Municipal                          |
| 20 de enero de 2003      | Mar del Plata              | Argentina      | Estadio Polideportivo Islas Malvinas       |
| 27 de enero de 2003      | Villa Gesell               | Argentina      | Autocine                                   |
| 29 de enero de 2003      | Mar del Plata              | Argentina      | Estadio Polideportivo Islas Malvinas       |
| 7 de febrero de 2003     | Córdoba                    | Argentina      | Plaza Próspero Molina                      |
| 14 de febrero de 2003    | San Juan                   | Argentina      | Demetriu Disco                             |
| 6 de marzo de 2003       | Neuquén                    | Argentina      | Estadio Ruca Che                           |
| 8 de marzo de 2003       | Comodoro Rivadavia         | Argentina      | Estadio Huracán                            |
| 29 de marzo de 2003      | Buenos Aires               | Argentina      | Estadio Obras Sanitarias                   |
| 12 de abril de 2003      | Chivilcoy                  | Argentina      | Club Colón                                 |
| 16 de abril de 2003      | Tres Arroyos               | Argentina      | Club Costa Sud                             |
| 17 de abril de 2003      | Tandil                     | Argentina      | Club Independiente                         |
| 30 de abril de 2003      | Santiago de Chile          | Chile          | Estadio Víctor Jara                        |
| 10 de mayo de 2003       | San Miguel                 | Argentina      | Club Muñiz                                 |
| 16 de mayo de 2003       | San Nicolás de los Arroyos | Argentina      | Club Belgrano                              |
| 13 de junio de 2003      | Salta                      | Argentina      | Estadio Delmi                              |
| 14 de junio de 2003      | Tucumán                    | Argentina      | Estadio Villa Luján                        |
| 4 de julio de 2003       | Córdoba                    | Argentina      | La Vieja Usina                             |
| 5 de julio de 2003       | Río Cuarto                 | Argentina      | El Coloso                                  |
| 16 de julio de 2003      | Buenos Aires               | Argentina      | Teatro Gran Rex                            |
| 17 de julio de 2003      | Buenos Aires               | Argentina      | Teatro Gran Rex                            |
| 18 de julio de 2003      | Buenos Aires               | Argentina      | Teatro Gran Rex                            |
| 23 de agosto de 2003     | Lanús                      | Argentina      | Microestadio Antonio Rotili                |
| 25 de septiembre de 2003 | Mar del Plata              | Argentina      | Teatro Radio City                          |
| 12 de octubre de 2003    | Buenos Aires               | Argentina      | Estadio River Plate                        |
| 18 de octubre de 2003    | Córdoba                    | Argentina      | Club Florentino Ameghino                   |
| 24 de octubre de 2003    | Rosario                    | Argentina      | Anfiteatro Municipal Humberto de Nito      |
| 20 de noviembre de 2003  | Godoy Cruz                 | Argentina      | Estadio Feliciano Gambarte                 |
| 22 de noviembre de 2003  | Temperley                  | Argentina      | Teatro Sur                                 |
| 23 de noviembre de 2003  | Temperley                  | Argentina      | Teatro Sur                                 |
| 28 de noviembre de 2003  | Santa Fe                   | Argentina      | Estadio 15 de Abril                        |
| 29 de noviembre de 2003  | Arrecifes                  | Argentina      | Gimnasio EET Nº 1                          |
| 5 de diciembre de 2003   | Buenos Aires               | Argentina      | Teatro Gran Rex                            |
| 6 de diciembre de 2003   | Buenos Aires               | Argentina      | Teatro Gran Rex                            |
| 7 de diciembre de 2003   | Buenos Aires               | Argentina      | Teatro Gran Rex                            |
| 20 de diciembre de 2003  | San Miguel                 | Argentina      | Nodo Disco                                 |
| 23 de enero de 2004      | Villa Gesell               | Argentina      | Pueblo Límite                              |
| 25 de enero de 2004      | Mar del Plata              | Argentina      | GAP                                        |
| 26 de enero de 2004      | Necochea                   | Argentina      | Club Ciudad de Necochea                    |
| 21 de febrero de 2004    | Colegiales                 | Argentina      | El Teatro                                  |
| 28 de febrero de 2004    | Bragado                    | Argentina      | Parque General San Martín                  |
| 6 de marzo de 2004       | Colegiales                 | Argentina      | El Teatro                                  |
| 14 de marzo de 2004      | Posadas                    | Argentina      | Club Mitre                                 |
| 3 de abril de 2004       | Colegiales                 | Argentina      | El Teatro                                  |
| 16 de abril de 2004      | Córdoba                    | Argentina      | Orfeo Superdomo                            |
| 22 de abril de 2004      | Santa Fe                   | Argentina      | Centro Cultural Provincial                 |
| 23 de abril de 2004      | Rafaela                    | Argentina      | Teatro Belgrano                            |
| 29 de abril de 2004      | Rosario                    | Argentina      | Teatro El Círculo                          |
| 30 de abril de 2004      | Rosario                    | Argentina      | Teatro El Círculo                          |
| 5 de junio de 2004       | Colegiales                 | Argentina      | El Teatro                                  |
| 19 de junio de 2004      | Colegiales                 | Argentina      | El Teatro                                  |
| 20 de junio de 2004      | Colegiales                 | Argentina      | El Teatro                                  |
| 25 de junio de 2004      | Buenos Aires               | Argentina      | Radio FM La Tribu                          |
| 9 de julio de 2004       | Mar del Plata              | Argentina      | GAP                                        |
| 27 de julio de 2004      | Bariloche                  | Argentina      | Gimnasio Don Bosco                         |
| 6 de agosto de 2004      | Colegiales                 | Argentina      | El Teatro                                  |
| 7 de agosto de 2004      | Colegiales                 | Argentina      | El Teatro                                  |
| 15 de agosto de 2004     | Montevideo                 | Uruguay        | Estación General Artigas                   |
| 4 de septiembre de 2004  | Diamante                   | Argentina      | Complejo Turístico Valle de la Ensenada    |
| 5 de septiembre de 2004  | Santa Fe                   | Argentina      | Estadio Tecnológico                        |
| 11 de septiembre de 2004 | Colegiales                 | Argentina      | El Teatro                                  |
| 25 de septiembre de 2004 | Villa María                | Argentina      | Anfiteatro Municipal                       |
| 1 de octubre de 2004     | Santiago del Estero        | Argentina      | Plaza Añoranzas                            |
| 2 de octubre de 2004     | Tucumán                    | Argentina      | Estadio Central Córdoba                    |
| 15 de octubre de 2004    | Buenos Aires               | Argentina      | Estadio Ferro Carril Oeste                 |
| 23 de octubre de 2004    | Rosario                    | Argentina      | Anfiteatro Municipal Humberto de Nito      |
| 19 de noviembre de 2004  | Córdoba                    | Argentina      | La Vieja Usina                             |
| 11 de diciembre de 2004  | Trenque Lauquen            | Argentina      | Club Social y Deportivo Barrio Alegre      |
| 18 de diciembre de 2004  | Buenos Aires               | Argentina      | Estadio Obras Sanitarias                   |
| 19 de enero de 2005      | San Luis                   | Argentina      | Festival del Río                           |
| 22 de enero de 2005      | Necochea                   | Argentina      | Estadio Ciudad de Necochea                 |
| 24 de enero de 2005      | Mar de Ajó                 | Argentina      | Mar de Ajó Stadium                         |
| 4 de febrero de 2005     | Cosquín                    | Argentina      | Plaza Próspero Molina                      |
| 24 de febrero de 2005    | General Roca               | Argentina      | Predio de la Fiesta Nacional de la Manzana |
| 23 de marzo de 2005      | Jujuy                      | Argentina      | Estadio Federación                         |
| 2 de abril de 2005       | Tucumán                    | Argentina      | Estadio Central Córdoba                    |
| 8 de abril de 2004       | Ayacucho                   | Argentina      | Estadio Municipal José A. Barbieri         |
| 7 de mayo de 2005        | Neuquén                    | Argentina      | Estadio Ruca Che                           |
| 14 de mayo de 2005       | Buenos Aires               | Argentina      | La Trastienda Club                         |
| 24 de mayo de 2005       | Mendoza                    | Argentina      | Estadio Pacífico                           |
| 3 de junio de 2005       | Córdoba                    | Argentina      | La Vieja Usina                             |
| 4 de junio de 2005       | Río Cuarto                 | Argentina      | Viejo Mercado                              |
| 6 de julio de 2005       | Buenos Aires               | Argentina      | Teatro Gran Rex                            |
| 7 de julio de 2005       | Buenos Aires               | Argentina      | Teatro Gran Rex                            |
| 15 de julio de 2005      | Buenos Aires               | Argentina      | Estadio Obras Sanitarias                   |
| 16 de julio de 2005      | Buenos Aires               | Argentina      | Estadio Obras Sanitarias                   |
| 27 de julio de 2005      | Rosario                    | Argentina      | Teatro Broadway                            |
| 28 de julio de 2005      | Rosario                    | Argentina      | Teatro Broadway                            |
| 29 de julio de 2005      | Rosario                    | Argentina      | Teatro Broadway                            |
| 5 de agosto de 2005      | Montevideo                 | Uruguay        | Teatro Plaza                               |
| 9 de agosto de 2005      | Buenos Aires               | Argentina      | La Trastienda Club                         |
| 10 de agosto de 2005     | Buenos Aires               | Argentina      | La Trastienda Club                         |
| 1 de octubre de 2005     | Malargüe                   | Argentina      | Polideportivo Municipal Malal-Hue          |
| 14 de octubre de 2005    | Buenos Aires               | Argentina      | Estadio Obras Sanitarias                   |
| 29 de octubre de 2005    | Santa Fe                   | Argentina      | Estadio 15 de Abril                        |
| 4 de noviembre de 2005   | Pilar                      | Argentina      | La Trastienda Club                         |
| 14 de noviembre de 2005  | Buenos Aires               | Argentina      | La Trastienda Club                         |
| 15 de noviembre de 2005  | Buenos Aires               | Argentina      | La Trastienda Club                         |
| 19 de noviembre de 2005  | Rosario                    | Argentina      | Anfiteatro Municipal Humberto de Nito      |
| 7 de diciembre de 2005   | Buenos Aires               | Argentina      | Estadio Obras Sanitarias                   |
| 9 de diciembre de 2005   | Junín de los Andes         | Argentina      | Estadio Municipal                          |
| 11 de diciembre de 2005  | Plaza Huincul              | Argentina      | Ruca Dance Disco                           |
| 17 de diciembre de 2005  | Campana                    | Argentina      | Predio Fábrica Siderca                     |
| 22 de diciembre de 2005  | Buenos Aires               | Argentina      | Estadio Obras Sanitarias                   |
| 23 de diciembre de 2005  | Buenos Aires               | Argentina      | Estadio Obras Sanitarias                   |
| 20 de enero de 2006      | Pinamar                    | Argentina      | Club Hípico                                |
| 25 de enero de 2006      | Rivadavia                  | Argentina      | Complejo Deportivo Municipal               |
| 28 de enero de 2006      | Carhué                     | Argentina      | Balneario La Isla                          |
| 29 de enero de 2006      | Mar del Plata              | Argentina      | Mula Plateada                              |
| 30 de enero de 2006      | Mar del Plata              | Argentina      | Playa Tamarindo                            |
| 4 de febrero de 2006     | Amaicha del Valle          | Argentina      | Complejo Acampar                           |
| 24 de febrero de 2006    | Buenos Aires               | Argentina      | La Trastienda Club                         |
| 25 de febrero de 2006    | Buenos Aires               | Argentina      | La Trastienda Club                         |
| 11 de marzo de 2006      | Buenos Aires               | Argentina      | Centro Costa Salguero                      |
| 19 de marzo de 2006      | Plottier                   | Argentina      | Predio Hugo del Carril                     |
| 8 de abril de 2006       | Cañuelas                   | Argentina      | Estadio Jorge Arín                         |
| 23 de abril de 2006      | Pilar                      | Argentina      | Darwin Discotheque                         |
| 25 de abril de 2006      | Buenos Aires               | Argentina      | La Trastienda Club                         |
| 26 de abril de 2006      | Buenos Aires               | Argentina      | La Trastienda Club                         |
| 28 de abril de 2006      | Godoy Cruz                 | Argentina      | Estadio Feliciano Gambarte                 |
| 4 de mayo de 2006        | Rosario                    | Argentina      | Willie Dixon                               |
| 24 de mayo de 2006       | Mar del Plata              | Argentina      | GAP                                        |
| 4 de junio de 2006       | La Rioja                   | Argentina      | Complejo Fénix                             |
| 10 de junio de 2006      | Santiago de Chile          | Chile          | Teatro Teletón                             |
| 16 de junio de 2006      | Córdoba                    | Argentina      | La Vieja Usina                             |
| 4 de julio de 2006       | Buenos Aires               | Argentina      | La Trastienda Club                         |
| 5 de julio de 2006       | Buenos Aires               | Argentina      | La Trastienda Club                         |
| 10 de agosto de 2006     | Buenos Aires               | Argentina      | Estadio Luna Park                          |
| 11 de agosto de 2006     | Buenos Aires               | Argentina      | Estadio Luna Park                          |
| 16 de septiembre de 2006 | Asunción                   | Paraguay       | Jockey Club                                |
| 28 de septiembre de 2006 | Buenos Aires               | Argentina      | La Trastienda Club                         |
| 29 de septiembre de 2006 | Buenos Aires               | Argentina      | La Trastienda Club                         |
| 2 de octubre de 2006     | Buenos Aires               | Argentina      | Estadio Obras Sanitarias                   |
| 20 de octubre de 2006    | Córdoba                    | Argentina      | Estadio General Paz Juniors                |
| 27 de octubre de 2006    | Rosario                    | Argentina      | Hipódromo del Parque Independencia         |
| 28 de octubre de 2006    | Paraná                     | Argentina      | Club Echagüe                               |
| 3 de noviembre de 2006   | Temperley                  | Argentina      | Auditorio Sur                              |
| 4 de noviembre de 2006   | Temperley                  | Argentina      | Auditorio Sur                              |
| 7 de noviembre de 2006   | Buenos Aires               | Argentina      | La Trastienda Club                         |
| 8 de noviembre de 2006   | Buenos Aires               | Argentina      | La Trastienda Club                         |
| 9 de noviembre de 2006   | Buenos Aires               | Argentina      | La Trastienda Club                         |
| 24 de noviembre de 2006  | Tucumán                    | Argentina      | Estadio Villa Luján                        |
| 25 de noviembre de 2006  | Salta                      | Argentina      | Estadio Delmi                              |
| 2 de diciembre de 2006   | La Plata                   | Argentina      | Estadio Atenas                             |
| 11 de diciembre de 2006  | Buenos Aires               | Argentina      | Centro Costa Salguero                      |
| 19 de diciembre de 2006  | Buenos Aires               | Argentina      | La Trastienda Club                         |
| 20 de diciembre de 2006  | Buenos Aires               | Argentina      | La Trastienda Club                         |
| 21 de diciembre de 2006  | Buenos Aires               | Argentina      | La Trastienda Club                         |
| 22 de diciembre de 2006  | Buenos Aires               | Argentina      | La Trastienda Club                         |
| 23 de diciembre de 2006  | Buenos Aires               | Argentina      | La Trastienda Club                         |
| 28 de diciembre de 2006  | Laboulaye                  | Argentina      | Estadio Sporting Club                      |
| 14 de enero de 2007      | Mar del Plata              | Argentina      | GAP                                        |
| 19 de enero de 2007      | Viedma                     | Argentina      | Balneario El Cóndor                        |
| 20 de enero de 2007      | Carhué                     | Argentina      | Biblioteca Popular Adolfo Alsina           |
| 8 de febrero de 2007     | Mar del Plata              | Argentina      | Arena Beach                                |
| 12 de febrero de 2007    | Villa María                | Argentina      | Anfiteatro Municipal                       |
| 14 de febrero de 2007    | Colón                      | Argentina      | Parque Quirós                              |
| 17 de febrero de 2007    | El Calafate                | Argentina      | Plaza Principal                            |
| 12 de abril de 2007      | Buenos Aires               | Argentina      | Estadio River Plate                        |
| 15 de abril de 2007      | Santiago de Chile          | Chile          | Club Hípico                                |
| 20 de abril de 2007      | Tres Isletas               | Argentina      | Club Vélez Sarsfield                       |
| 21 de abril de 2007      | Corrientes                 | Argentina      | Anfiteatro Mario del Tránsito Cocomarola   |
| 28 de abril de 2007      | Rosario                    | Argentina      | Anfiteatro Municipal Humberto de Nito      |
| 5 de mayo de 2007        | Neuquén                    | Argentina      | Estadio Ruca Che                           |
| 7 de mayo de 2007        | Bariloche                  | Argentina      | Club Bomberos Voluntarios                  |
| 1 de junio de 2007       | Temperley                  | Argentina      | Auditorio Sur                              |
| 2 de junio de 2007       | Temperley                  | Argentina      | Auditorio Sur                              |
| 5 de junio de 2007       | Buenos Aires               | Argentina      | La Trastienda Club                         |
| 6 de junio de 2007       | Buenos Aires               | Argentina      | La Trastienda Club                         |
| 8 de junio de 2007       | Buenos Aires               | Argentina      | The Roxy                                   |
| 9 de junio de 2007       | Buenos Aires               | Argentina      | The Roxy                                   |
| 15 de junio de 2007      | Flores                     | Argentina      | El Teatro                                  |
| 16 de junio de 2007      | Flores                     | Argentina      | El Teatro                                  |
| 4 de agosto de 2007      | Apóstoles                  | Argentina      | Complejo Explo Yerba                       |
| 8 de septiembre de 2007  | Montevideo                 | Uruguay        | Teatro de Verano                           |
| 15 de septiembre de 2007 | Córdoba                    | Argentina      | La Vieja Usina                             |
| 28 de septiembre de 2007 | Eldorado                   | Argentina      | Moon Disco                                 |
| 2 de octubre de 2007     | Buenos Aires               | Argentina      | Club Ciudad de Buenos Aires                |
| 6 de octubre de 2007     | Rosario                    | Argentina      | Hipódromo del Parque Independencia         |
| 8 de octubre de 2007     | Buenos Aires               | Argentina      | Estadio Obras Sanitarias                   |
| 22 de octubre de 2007    | Buenos Aires               | Argentina      | ND Ateneo                                  |
| 9 de noviembre de 2007   | Mar del Plata              | Argentina      | GAP                                        |
| 10 de noviembre de 2007  | La Plata                   | Argentina      | Estadio Atenas                             |
| 16 de noviembre de 2007  | Temperley                  | Argentina      | Auditorio Sur                              |
| 24 de noviembre de 2007  | Cipolletti                 | Argentina      | KMK Night Lab                              |
| 8 de diciembre de 2007   | Santiago de Chile          | Chile          | Teatro Teletón                             |
| 14 de diciembre de 2007  | Colegiales                 | Argentina      | El Teatro                                  |
| 15 de diciembre de 2007  | Colegiales                 | Argentina      | El Teatro                                  |
| 21 de diciembre de 2007  | Flores                     | Argentina      | El Teatro                                  |
| 22 de diciembre de 2007  | Flores                     | Argentina      | El Teatro                                  |
| 21 de enero de 2008      | Córdoba                    | Argentina      | Plaza Próspero Molina                      |
| 26 de enero de 2008      | Concepción                 | Chile          | Parque Ecuador                             |
| 6 de febrero de 2008     | Punta Mogotes              | Argentina      | Rock & Pop Beach                           |
| 14 de febrero de 2008    | Río Negro                  | Argentina      | Predio de la Fiesta Nacional de la Manzana |
| 19 de febrero de 2008    | Buenos Aires               | Argentina      | La Trastienda Club                         |
| 23 de febrero de 2008    | Tigre                      | Argentina      | La Trastienda Summer Club                  |
| 1 de marzo de 2008       | Flores                     | Argentina      | El Teatro                                  |
| 15 de marzo de 2008      | Córdoba                    | Argentina      | Parque Sarmiento                           |
| 6 de abril de 2008       | Buenos Aires               | Argentina      | Estadio River Plate                        |
| 10 de junio de 2008      | Flores                     | Argentina      | El Teatro                                  |
| 11 de junio de 2008      | Flores                     | Argentina      | El Teatro                                  |
| 8 de agosto de 2008      | Buenos Aires               | Argentina      | Estudio Norberto "Pappo" Napolitano        |
| 28 de agosto de 2008     | Flores                     | Argentina      | El Teatro                                  |
| 29 de agosto de 2008     | Flores                     | Argentina      | El Teatro                                  |
| 8 de octubre de 2008     | Buenos Aires               | Argentina      | Estadio Obras Sanitarias                   |
| 11 de octubre de 2008    | Rosario                    | Argentina      | Anfiteatro Municipal Humberto de Nito      |
| 31 de octubre de 2008    | Córdoba                    | Argentina      | Anfiteatro Municipal Humberto de Nito      |
| 1 de diciembre de 2008   | Montevideo                 | Uruguay        | La Trastienda Club                         |
| 2 de diciembre de 2008   | Montevideo                 | Uruguay        | La Trastienda Club                         |
| 7 de diciembre de 2008   | San Martín                 | Argentina      | Teatro Griego (*)                          |
| 12 de diciembre de 2008  | Neuquén                    | Argentina      | Bloke Disco                                |
| 18 de diciembre de 2008  | Flores                     | Argentina      | El Teatro                                  |
| 19 de diciembre de 2008  | Flores                     | Argentina      | El Teatro                                  |
| 11 de enero de 2009      | Hoyo de Epuyén             | Argentina      | Predio Ferial                              |
| 27 de enero de 2009      | Mar del Plata              | Argentina      | GAP                                        |
| 31 de enero de 2009      | Valparaíso                 | Chile          | Muelle Barón                               |
| 8 de febrero de 2009     | Mendoza                    | Argentina      | Teatro Griego Frank Romero Day             |
| 27 de febrero de 2009    | Villa Mercedes             | Argentina      | Parque Provincial Costanera Río V          |
| 22 de marzo de 2009      | Buenos Aires               | Argentina      | La Trastienda Club                         |
| 23 de marzo de 2009      | Buenos Aires               | Argentina      | La Trastienda Club                         |
| 4 de abril de 2009       | Buenos Aires               | Argentina      | Estadio River Plate                        |
| 31 de mayo de 2009       | Buenos Aires               | Argentina      | La Trastienda Club                         |
| 1 de junio de 2009       | Buenos Aires               | Argentina      | La Trastienda Club                         |
| 5 de junio de 2009       | Flores                     | Argentina      | El Teatro                                  |
| 6 de junio de 2009       | Flores                     | Argentina      | El Teatro                                  |
| 13 de junio de 2009      | Tucumán                    | Argentina      | Club Floresta                              |
| 29 de junio de 2009      | Buenos Aires               | Argentina      | La Trastienda Club                         |
| 30 de junio de 2009      | Buenos Aires               | Argentina      | La Trastienda Club                         |
| 1 de agosto de 2009      | Flores                     | Argentina      | El Teatro                                  |
| 2 de agosto de 2009      | Flores                     | Argentina      | El Teatro                                  |
| 8 de agosto de 2009      | Temperley                  | Argentina      | Auditorio Sur                              |
| 12 de agosto de 2009     | Buenos Aires               | Argentina      | La Trastienda Club                         |
| 13 de agosto de 2009     | Buenos Aires               | Argentina      | La Trastienda Club                         |
| 15 de agosto de 2009     | Temperley                  | Argentina      | Auditorio Sur                              |
| 4 de septiembre de 2009  | Flores                     | Argentina      | El Teatro                                  |
| 5 de septiembre de 2009  | Flores                     | Argentina      | El Teatro                                  |
| 17 de septiembre de 2009 | Buenos Aires               | Argentina      | La Trastienda Club                         |
| Europa                   |                            |                |                                            |
| 24 de septiembre de 2009 | Mallorca                   | España         | Sala Assaig                                |
| 26 de septiembre de 2009 | Málaga                     | España         | Sala Vivero                                |
| 28 de septiembre de 2009 | Madrid                     | España         | Sala Caracol                               |
| 29 de septiembre de 2009 | Barcelona                  | España         | Sala Razzmatazz                            |
| América del Sur          |                            |                |                                            |
| 8 de octubre de 2009     | Buenos Aires               | Argentina      | Microestadio Malvinas Argentinas           |
| 11 de octubre de 2009    | Comodoro Rivadavia         | Argentina      | Estadio Municipal                          |
| 24 de octubre de 2009    | Rosario                    | Argentina      | Hipódromo del Parque Independencia         |
| 2 de noviembre de 2008   | Buenos Aires               | Argentina      | Estudios ION                               |
| 7 de noviembre de 2009   | Buenos Aires               | Argentina      | Club Ciudad de Buenos Aires                |
| 13 de noviembre de 2009  | La Plata                   | Argentina      | Estadio Atenas                             |
| 14 de noviembre de 2009  | Mar del Plata              | Argentina      | GAP                                        |
| 21 de noviembre de 2009  | Bahía Blanca               | Argentina      | Corporación de Comercio                    |
| 17 de diciembre de 2009  | Flores                     | Argentina      | El Teatro                                  |
| 18 de diciembre de 2009  | Flores                     | Argentina      | El Teatro                                  |
| 19 de diciembre de 2009  | Flores                     | Argentina      | El Teatro                                  |
| 8 de enero de 2010       | Santiago de Chile          | Chile          | Movistar Arena                             |
| 9 de enero de 2010       | Viña del Mar               | Chile          | Quinta Vergara                             |
| 12 de enero de 2010      | Mar del Plata              | Argentina      | Rock & Pop Beach                           |
| 15 de enero de 2010      | Flores                     | Argentina      | El Teatro                                  |
| 16 de enero de 2010      | Flores                     | Argentina      | El Teatro                                  |
| 11 de febrero de 2010    | Gramilla                   | Argentina      | Club Atlético Gramilla                     |
| 14 de febrero de 2010    | Buenos Aires               | Argentina      | Parque Roca                                |
| 5 de marzo de 2010       | Punta del Este             | Uruguay        | El Jagüel                                  |
| 13 de marzo de 2010      | Sunchales                  | Argentina      | Low Disco                                  |

## Datos adicionales
- El concierto se suspendió a la mitad por un problema eléctrico (*)
- El concierto comenzó y se suspendió por una terrible lluvia que azotó la zona (**)

## Formación durante la primera parte de la gira
- Ricardo Mollo - Voz y guitarra eléctrica (1988-Actualidad)
- Diego Arnedo - Bajo (1988-Actualidad)
- Jorge Araujo - Batería (1995-2004)

## Formación durante la segunda parte de la gira
- Ricardo Mollo - Voz y guitarra eléctrica (1988-Actualidad)
- Diego Arnedo - Bajo (1988-Actualidad)
- Catriel Ciavarella - Batería (2004-Actualidad)